# Кипрский карликовый бегемот
Кипрский карликовый бегемот (лат. Hippopotamus minor) — вымерший вид бегемотов, обитавший на острове Кипр от эпохи плейстоцена вплоть до раннего голоцена.
Изучив соотношения изотопного состава кислорода-18 и кислорода-16 у 12 костей и восьми зубов кипрских карликовых бегемотов Phanourios minor из Айя-Напы, учëные пришли к выводу о том, что во времена позднего дриаса около 12 тыс. л. н. палеоклимат на Кипре существенно не отличался от современного.

## Описание
Кипрский карликовый бегемот достигал массы в 200 кг и напоминал ныне существующего карликового бегемота, но в отличие от последнего уменьшение размера кипрского бегемота было вызвано явлением островной карликовости из-за ограниченного пространства среды обитания. Этим объясняется появление таких ныне вымерших животных, как кипрский карликовый слон, карликовый мамонт, мадьярозавр и даже Homo floresiensis.
Впервые был описан в 1822 году французским палеонтологом Ансельмом Гаэтаном Демаре. Высота кипрского бегемота была 76 см, длина — 121 см.
Несмотря на название, в период 11—9 тысяч лет назад карликовый бегемот был самым крупным животным Кипра. Он был травоядным зверем, который, благодаря своему размеру, не знал естественных хищников.
Раскопки на Кипре, в особенности в районе Aetokremnos недалеко от Лимасола, показали, что карликовый бегемот сосуществовал с современным человеком и, возможно, именно ранняя колонизация острова человеком привела к исчезновению карликового бегемота.
На острове Крит обитал критский карликовый бегемот (Hippopotamus creutzburgi), напоминавший кипрского, но вымерший ещё в плейстоцене.